# ゴードン・ピンゼント
ゴードン・エドワード・ピンセント (Gordon Edward Pinsent、1930年7月12日 - 2023年2月25日) は、カナダの声優、作家、監督、歌手。

## 概要
2023年2月25日、睡眠中に死去。92歳没。

## 出演作品
- ババール - ババール
- リトル・ランナー - フィッツパトリック神父
- アウェイ・フロム・ハー君を想う
- 騎馬警官